# ديفيد باتلر (لاعب كرة قدم بريطاني)
ديفيد باتلر (بالإنجليزية: David Butler)‏ (1 سبتمبر 1962 بولفرهامبتن في المملكة المتحدة - ) هو لاعب كرة قدم بريطاني في مركز جناح ‏. لعب مع نادي توركي يونايتد ووولفرهامبتون واندررز وستافورد رينجرز.